# Kombinat Sportgeräte
Der VEB Kombinat Sportgeräte „Germina“ Schmalkalden wurde 1981 gegründet und war ein Kombinat in der Deutschen Demokratischen Republik. Unter dem Dach des Kombinats wurde eine große Zahl von Sportgeräten hergestellt und vertrieben.
Die Marke Germina (Eigenschreibweise GERMINA) wird bis heute (Stand: 2025) genutzt. Der Name ist ein Kunst- oder Lehnwort, das von den Begriffen Germanien bzw. Germany (engl. für Deutschland) abgeleitet wurde.

## Germina in der DDR

### Historie
Der Vorläufer der Germina war die VVB Musikinstrumente und Kulturwaren Plauen. Einer der Bestandteile war der 1976 gegründete VEB Möbel- und Sportgeräte Schmalkalden (Thüringen). Bei Ski, Schlitten und Metallsportartikeln konnte die Produktion maßgeblich gesteigert werden. Jährlich wurden mindestens 300 neue Turnhallen ausgerüstet, der Export steigerte sich überdurchschnittlich.
Neben der Entwicklung in der VVB selbst trugen auch begleitende Maßnahmen zum Erfolg der DDR-Sportindustrie bei. 1965 wurde der Kooperationsverband Sportartikel, 1967 der Warenzeichenverband für Freizeit- und Sportartikel und 1969 schließlich die Freizeitschau EXPOVITA auf der Leipziger Messe gebildet.

### Gründung des Kombinats
Ende 1980 wurde die VVB aufgelöst und die Kombinate VEB Kombinat Sportgeräte Germina Schmalkalden und VEB Kombinat Musikinstrumente Markneukirchen/Klingenthal wurden gebildet. Generaldirektor des Kombinats war seit 1981 Wolfgang Neupert. 2017 feierte die heutige Belegschaft das 50-jährige Firmenjubiläum.
Germina war das Zentrum der Sport- und Freizeitwarenproduktion der DDR. Die 14 Kombinatsbetriebe stellten mit insgesamt fast 8000 Beschäftigten Sportgeräte für den individuellen Gebrauch sowie für den Schulsport her und rüstete die Leistungssportler der DDR mit Weltklasseprodukten aus, die mit ihnen zahlreiche Olympiasiege und Weltmeistertitel errangen.

### Produktpalette

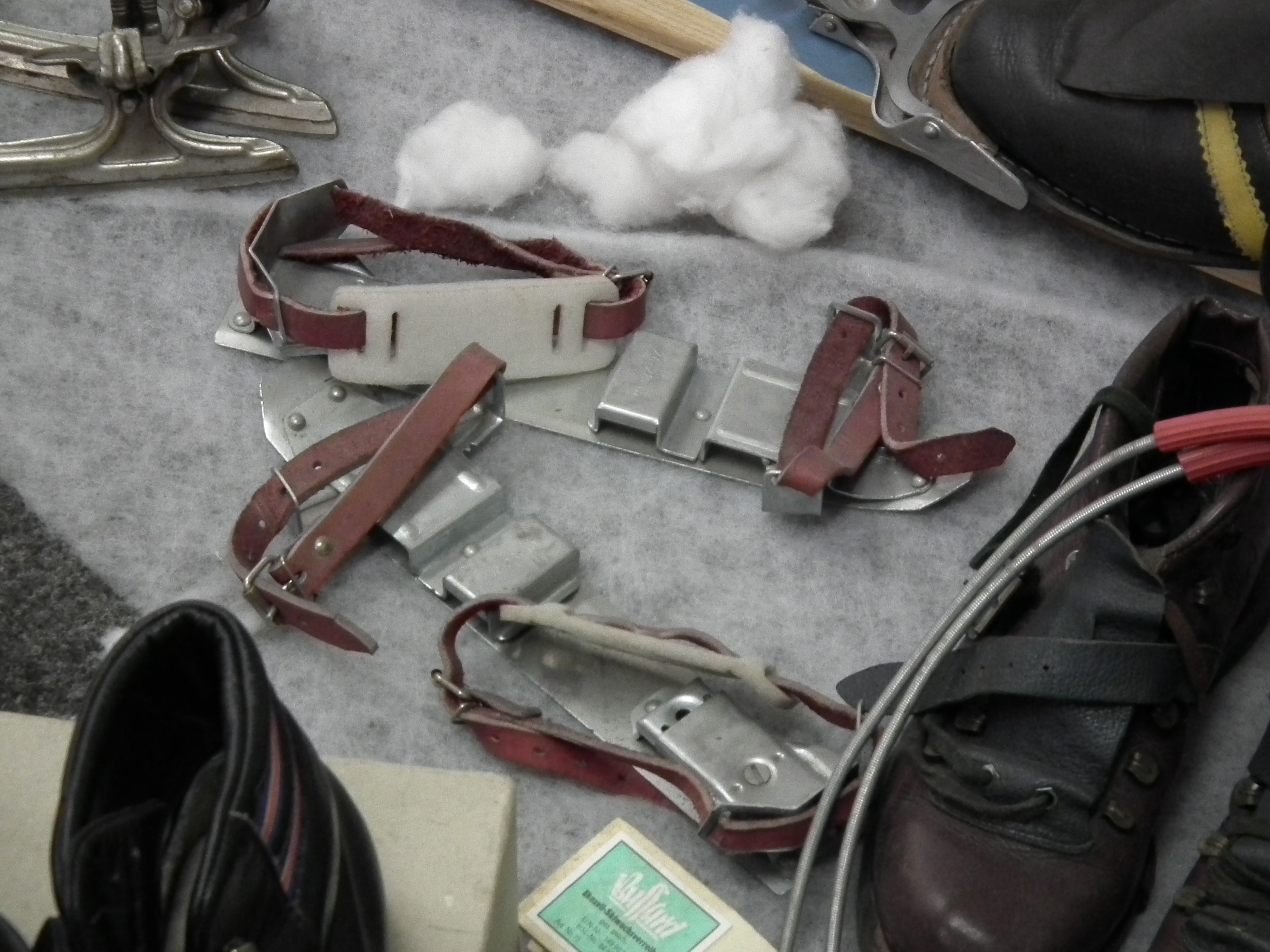
Gleitschuh von Germina

Zur damaligen Produktpalette gehörten u. a.:
- Wintersportgeräte, darunter Ski verschiedener Art. Bis zur Wende 1989 wurden von etwa 400 Beschäftigten ca. 700.000 Paar Ski pro Jahr produziert.[4]
- Turngeräte wie z. B. Bock oder Seitpferd
- Turnschuhe (z. B. Germina Sportus, NVA ASV und Intra), Boxschuhe (z. B. Germina Avanti)
- Wanderschuhe (z. B. Germina Tourist)
- Rollschuhe
- Germina Speeder – einziges DDR-Skateboard
- Germina Angelruten[5]
- Heimtrainer "Germina"[6]
- Schlittschuhe und Campingbedarf[7]
- Lederwaren
- Camping- und Gartenmöbel
- Hallen- und Rasensportgeräte
- Großturngeräte, Sommersportgeräte, Kinderspielplatzgeräte

### Kombinatsbetriebe
Produktionsstandorte hatte das Kombinat neben dem Stammbetrieb in Schmalkalden, dem VEB Sportgeräte Schmalkalden, mit seinen Betriebsstellen in Floh-Seligenthal, Trusetal, Fambach, Wasungen, Näherstille, Geschwenda, Klingenthal/Schneckenstein in 14 Betrieben, unter anderem in Pappenheim (heute Kleinschmalkalden), Geraberg, Kaltensundheim, Gotha, Großfurra, Näherstille, Karl-Marx-Stadt (heute wieder Chemnitz), Dresden, Bestensee, Leipzig, Stadtilm, Zeitz und Mühlhausen.
Neben dem Stammbetrieb gehörten die folgenden Betriebe zum Kombinat: 
- VEB Anglergeräte Leipzig
- VEB Campinggeräte Zeitz
- VEB Campingmöbel Dessau
- VEB Kinderfahrzeuge Mühlhausen
- VEB Kristiania Schuhfabrik Weißenfels
- VEB Lederwaren Pappenheim
- VEB Netzbau Bestensee
- VEB Spezialsportartikel Kaltensundheim
- VEB Technische Werkstätten Gotha
- VEB Thüringer Kofferfabriken Geraberg/Geschwenda
- VEB Zekiwa Zeitz

Der VEB Sportschuhfabrik Ilmia Stadtilm gehörte bis 1986 dem Kombinat an und war ab 1987 Teil des Kombinats Schuhe.
Germina experimentierte mit damals neuen Werkstoffen, wie Glas- und Kohlenstofffasern. Ab 1981 wurde in Schmalkalden ein eigenes Forschungszentrum aufgebaut. Es kooperierte von Anfang an mit Hochschulen, Instituten und anderen Forschungseinrichtungen des Sports.

## Nachwendezeit

### Nachwendewirren
Nach der Wende 1989 war die Konkurrenz von Langlaufskiherstellern enorm. DDR-Firmen wurden abgewickelt, verkauft oder teilweise ausgegründet. Von 1990 bis 1992 wird der bisherige Kombinatschef Wolfgang Neupert von der Treuhandanstalt als Geschäftsführer der Germina Vertriebs- und Dienstleistungs-GmbH Schmalkalden eingesetzt. Nach Verwirrungen um den Namen und einigen Neustarts traten weitere Unternehmer an, die Marke weiterzuführen:
- 1992–1998: Michael von Schweinichen (ursprünglich als Sanierer der Treuhandanstalt bestellt) übernimmt mit zwei Partnern die Firma und investierte 2,7 Millionen D-Mark in den damals 80-Mann-Betrieb.[9]
- 1998–2001: unveränderter Namensrechteinhaber und Produzent ist Frank Nothnagel.
- 2001–2007: Bernhard Seidl und Georg Reichart übernehmen nach Nothnagels Insolvenz und stellten ca. 3000 Paar Ski pro Jahr her.
- 2007-ca. 2009: Rückkehr Seidls zum Standort Floh (Thüringen) und Spezialisierung auf Sprungski
- ab ca. 2009: Seidl produziert nach Namensstreit Ski unter dem neuen Label „Crazy-Falcon“, Nothnagel mit seinen Namensrechten die Germina in Unterschönau[4]

### Gegenwart
Heute versteht sich das Unternehmen als Premium-Sportartikel-Hersteller „Made in Germany“. Es hat seinen Sitz in Unterschönau (Stadt Steinbach-Hallenberg, Thüringen) und beschäftigte 2010 15 Mitarbeiter. Produziert werden neben der traditionell umfangreichen Skikollektion z. B. auch Sommerprodukte wie Mountainbikes und Skiroller sowie umfangreiches Zubehör, Fahrrad- und Funktionsbekleidung oder Retro-Sneakers.
Fluege.de (heute S.K.I.) und Sport 2000 ließen ihre Ski bei der Nachfolgefirma des einstigen DDR-Sportartikelherstellers Germina herstellen. Germina klopfte einst auch bei Audi und Lufthansa an, um seine Sprungski-Produktion zu retten. Am Ende schlug das umstrittene Leipziger Internet-Unternehmen Unister zu. Es sah Skispringen für sein Reiseportal als ideale Plattform – und lässt sich die Werbung angeblich 700. 000 Euro pro Jahr kosten. Auch bei Sport 2000 heißt es ganz offen, dass man sich „Sprungski statt Werbeinserate“ leiste.